# Válvula mitral
La válvula mitral, también conocida como válvula bicúspide o válvula auriculoventricular izquierda, es una válvula con dos valvas que se encuentra entre la aurícula izquierda y el ventrículo izquierdo en el corazón, recibe su nombre por la semejanza de su forma con la mitra de un obispo. La válvula mitral y la válvula tricúspide se conocen conjuntamente como válvulas auriculoventriculares porque se encuentran entre las aurículas y los ventrículos del corazón.
Durante la diástole ventricular la válvula mitral permanece abierta, durante la sístole ventricular la válvula se cierra. La válvula se abre cuando hay mayor presión en la aurícula izquierda que en el ventrículo y se cierra cuando hay mayor presión en el ventrículo izquierdo que en la aurícula.
Varias enfermedades pueden afectar el funcionamiento de la válvula, entre ellas la fiebre reumática y la endocarditis infecciosa que son causa de estenosis mitral o insuficiencia mitral.

## Estructura
La válvula mitral tiene un área de entre  4 y 6 centímetros cuadrados. Se encuentra en la parte izquierda del corazón, entre la aurícula izquierda y el ventrículo izquierdo. Tiene dos valvas o cúspides, una anteromedial y otra posterolateral. La abertura de la válvula mitral está rodeada por un anillo fibroso conocido como anillo mitral. La valva anterior cubre aproximadamente dos tercios de la válvula. Aunque la valva anterior ocupa una mayor parte del anillo y se eleva más, la valva posterior tiene una superficie mayor.

## Cuerdas tendinosas

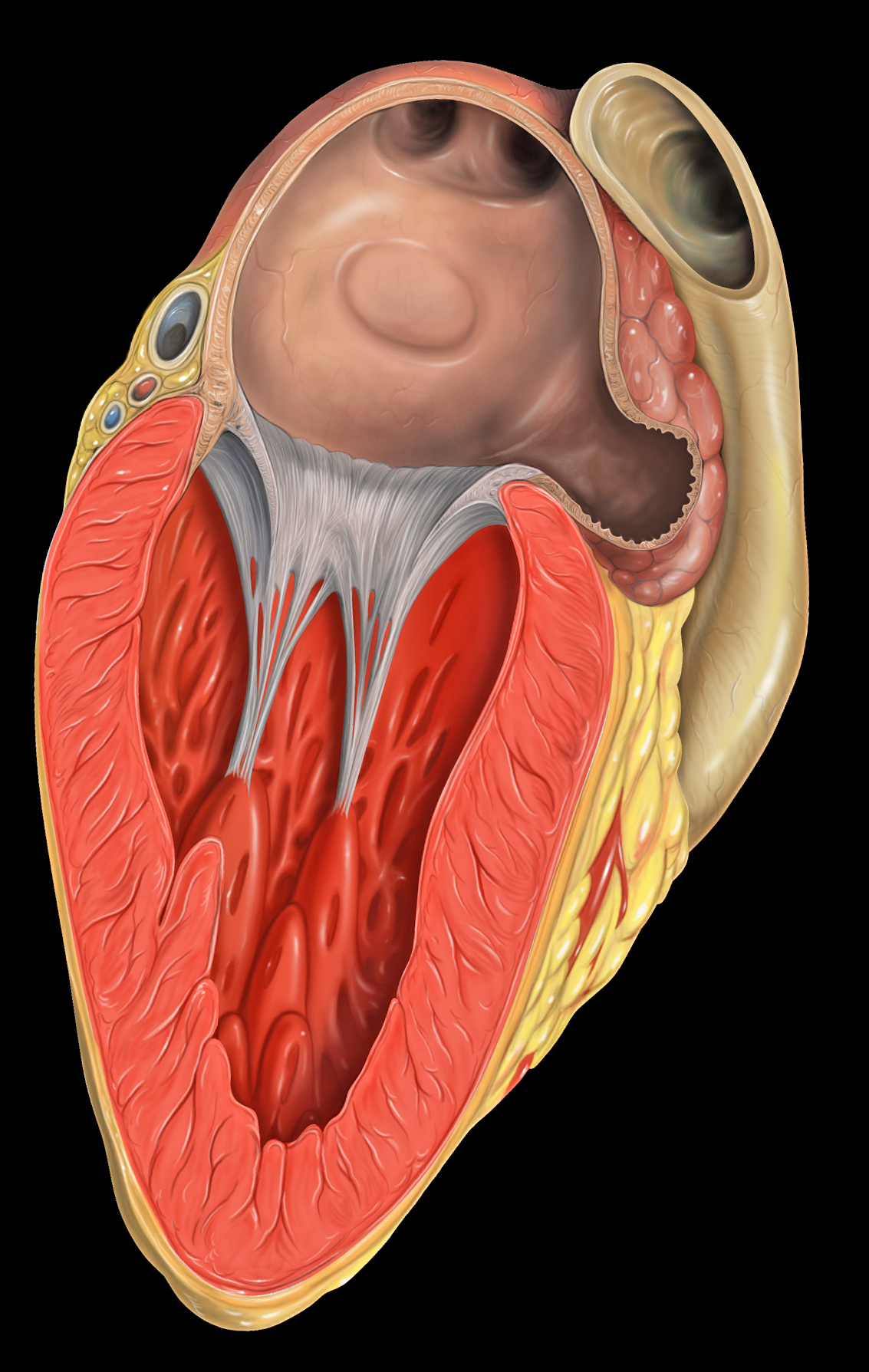
El lado izquierdo del corazón. La válvula mitral, así como las cuerdas tendinosas son visibles como cuerdas blancas. Éstas se conectan a los músculos papilares visibles que se unen a los músculos del ventrículo.

Las valvas de la válvula no pueden prolapsar hacia la aurícula izquierda por la acción de las cuerdas tendinosas. Las cuerdas tendinosas son estructuras  inelásticas de tejido conjuntivo que se unen en un extremo a los músculos papilares del ventrículo izquierdo y en el otro a las cúspides de las válvulas. Los músculos papilares son proyecciones similares a los dedos de la pared del ventrículo izquierdo.
Cuando el ventrículo izquierdo se contrae, la presión del ventrículo obliga a la válvula a cerrarse, mientras que las cuerdas tendinosas mantienen las valvas unidas e impiden que la válvula se abra en la dirección equivocada, evitando así que la sangre regrese a la aurícula izquierda. Cada cuerda tendinosa tiene un grosor diferente. Las más finas están unidas al margen libre de las valvas, mientras que las más gruesas están unidas más lejos del margen libre. Esta disposición tiene importantes efectos en la fisiología de la distribución del estrés sistólico.

## Anillo mitral

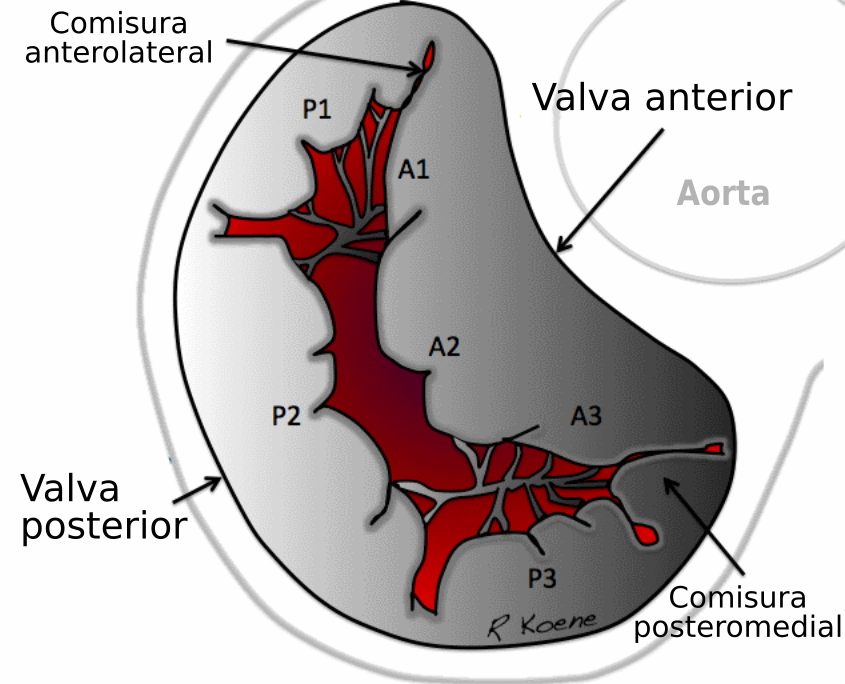
Anillo mitral

El anillo mitral, también llamado annulus, es un anillo fibroso que está unido a las valvas de la válvula mitral, tiene un diámetro de entre 2,7 y 3,5 centímetros y una circunferencia de entre 8 y 9 centímetros.
Tiene forma de silla de montar y cambia de forma a lo largo del ciclo cardíaco, a diferencia de en válvulas artificiales, no es continuo. El anillo se contrae y reduce su superficie durante la sístole para ayudar a proporcionar un cierre completo de las valvas. La expansión anómala del anillo puede ocasionar insuficiencia mitral funcional.

## Función

Flujo vascular a través de las cámaras cardíacas. Puede observarse la apertura y cierre de las válvulas mitral y tricúspide.

Durante la diástole ventricular izquierda, la válvula mitral se abre, y la sangre pasa desde la aurícula izquierda al ventrículo izquierdo. Alrededor del 70 al 80% de la sangre que pasa a través de la válvula mitral lo hace durante la fase temprana de llenado del ventrículo izquierdo. Esta fase temprana de llenado se debe a la relajación activa del miocardio ventricular, causando un gradiente de presión que permite el rápido paso de sangre desde la aurícula izquierda, a través de la válvula mitral. Este llenado temprano a través de la válvula mitral se ve en la ecocardiografía doppler de la válvula mitral como la onda E, después de la onda E, hay un período de llenado lento del ventrículo.
La contracción de la aurícula izquierda (sístole auricular izquierda) (durante la diástole ventricular izquierda) hace que la sangre añadida fluya a través de la válvula mitral inmediatamente antes de la sístole ventricular izquierda. Este flujo tardío a través de la válvula mitral abierta se observa en la ecocardiografía doppler de la válvula mitral como la onda A. El llenado tardío del ventrículo izquierdo contribuye aproximadamente  en un 20% al volumen del ventrículo izquierdo antes de la sístole ventricular y se conoce como la patada auricular.
El anillo mitral cambia de forma y tamaño durante el ciclo cardíaco. Es más pequeño al final de la sístole auricular debido a la contracción de la aurícula izquierda a su alrededor, como un esfínter. Esta reducción del tamaño del anillo al final de la sístole auricular puede ser importante para la correcta unión (coaptación) de las valvas de la válvula mitral cuando el ventrículo izquierdo se contrae y bombea la sangre. Las fugas de las válvulas pueden ser corregidas mediante la anuloplastia de la válvula mitral, un procedimiento quirúrgico común que tiene como objetivo restaurar el ajuste adecuado de las valvas.

## Patología

### Enfermedades
Varias enfermedades pueden dañar la estructura valvular, entre ellas la fiebre reumática y la endocarditis infecciosa. 
La estenosis mitral es un estrechamiento de la válvula. Durante la auscultación se escucha un soplo cardíaco característico.
La insuficiencia mitral consiste en el cierre defectuoso de la válvula mitral, lo cual provoca la regurgitación de sangre desde el ventrículo izquierdo hacia la aurícula izquierda en cada latido.
El prolapso mitral es una alteración valvular que consiste en que las valvas de la válvula protruyen hacia el interior de la aurícula izquierda cuando el ventrículo izquierdo se contrae. Este fenómeno puede provocar insuficiencia mitral por regurgitación de sangre hacia el interior de la aurícula, dificultando la función cardíaca.
La calcificación del anillo mitral es un proceso degenerativo en el que se deposita calcio y lípidos en el anillo fibroso anular de la válvula mitral. Una rara variante de esta alteración es la calcificación caseosa.

### Diagnóstico
El cierre de la válvula mitral y de la válvula tricúspide origina el primer sonido cardíaco (S1), que se puede escuchar con un estetoscopio.  Las anomalías asociadas a la válvula mitral pueden detectarse durante la auscultación. La ecografía cardíaca es el método más preciso para revelar el tamaño y el flujo de sangre a través de la válvula.

### Tratamientos
Cuando la enfermedad de la válvula mitral provoca repercusiones graves, puede sustituirse la válvula dañada por una prótesis valvular cardíaca o practicar una valvuloplastia que consiste en la dilatación de una válvula estenosada mediante un cateter-balón.

## Etimología
La palabra mitral viene del latín y significa "en forma de mitra" (sombrero de obispo). La palabra bicúspide significa con dos cúspides o valvas.

## Galería

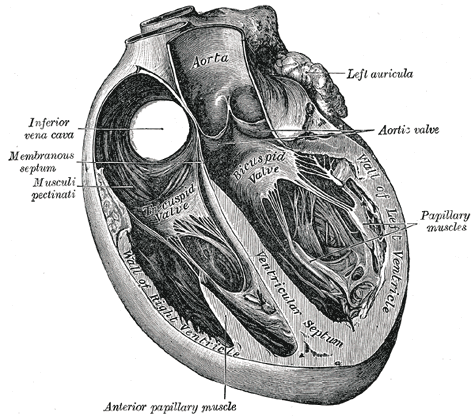
El corazón humano, visto de frente. La válvula mitral es visible a la derecha como la "válvula bicúspide"
Tórax mostrando las relaciones de superficie de los huesos, pulmones (púrpura), pleura (azul) y corazón (rojo). Las válvulas están indicadas con las letras "B", "T", "A" y "P".
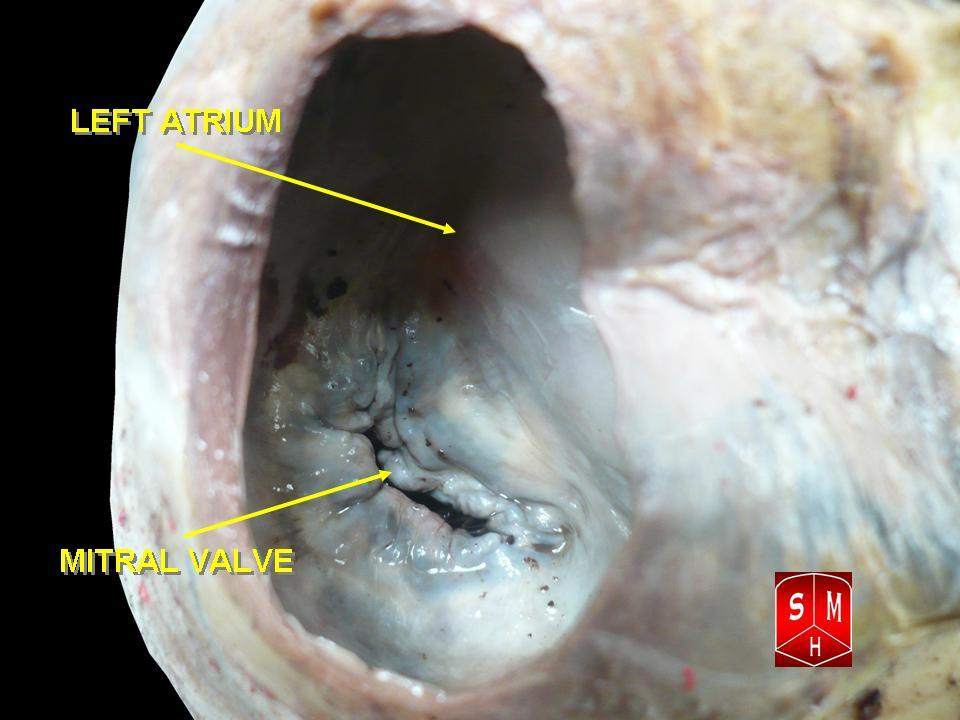
Válvula mitral, vista en una muestra de cadáver desde el interior de la aurícula izquierda.

## Más lecturas
- Ingels Jr, Neil B y Karlsson, Matts. Mecánica de Válvulas Mitral. Linköping University Electronic Press, 2016. ISBN 978-91-7685-952-0 - Acceso libre

- Datos: Q369939
- Multimedia: Mitral valves / Q369939